# Bia cordata
Bia cordata är en törelväxtart som först beskrevs av Henri Ernest Baillon, och fick sitt nu gällande namn av Grady Linder Webster. Bia cordata ingår i släktet Bia och familjen törelväxter. Inga underarter finns listade i Catalogue of Life.